# Argania spinosa
Argania spinosa là một loài thực vật có hoa trong họ Hồng xiêm. Loài này được (L.) Skeels mô tả khoa học đầu tiên năm 1911.

## Ứng dụng
Ở Ma-rốc, Argania được trồng từ nhiều thế kỷ để sản xuất dầu, nơi nó sinh trưởng tự nhiên trước đây; chỉ từ những năm 1980, các chương trình do chính phủ tài trợ cho tái trồng rừng được thực hiện. Những cánh rừng argania rậm rạp cũng giúp ngăn chặn sa mạc hóa.

## Hình ảnh

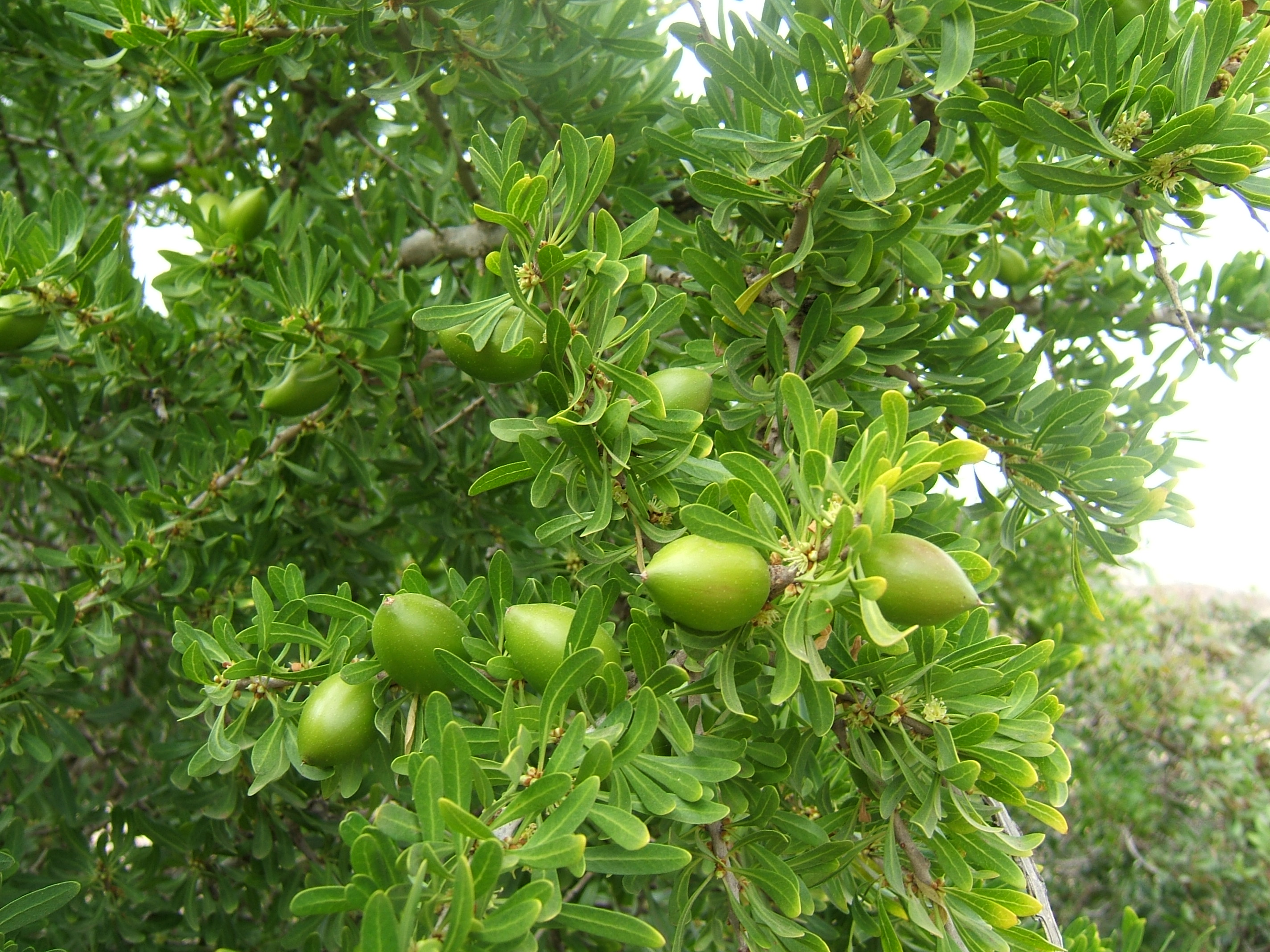
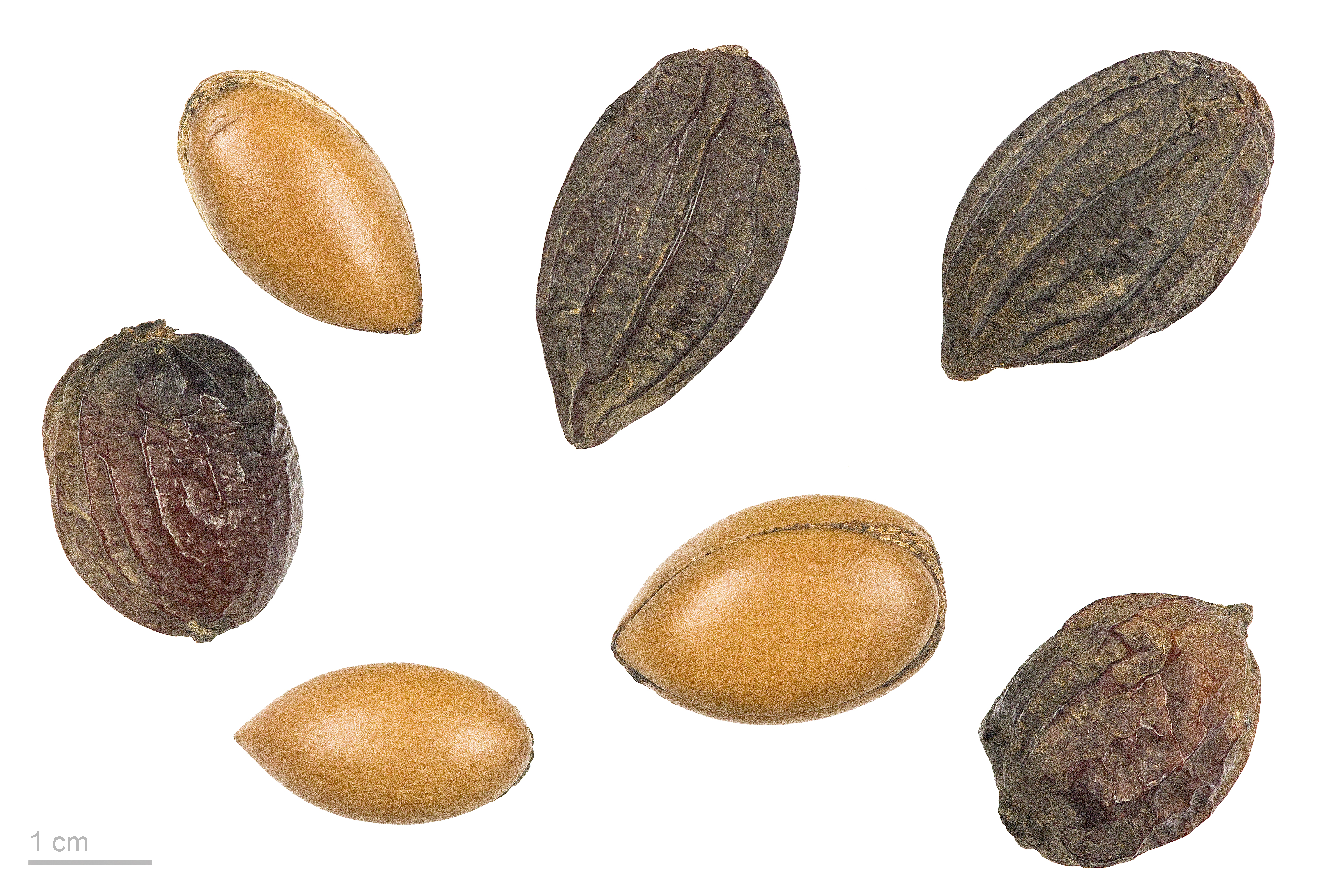
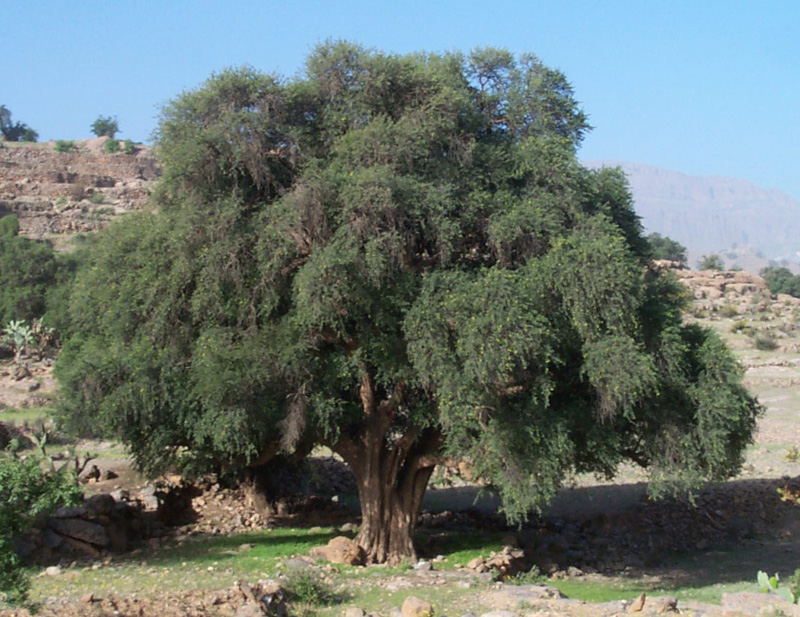
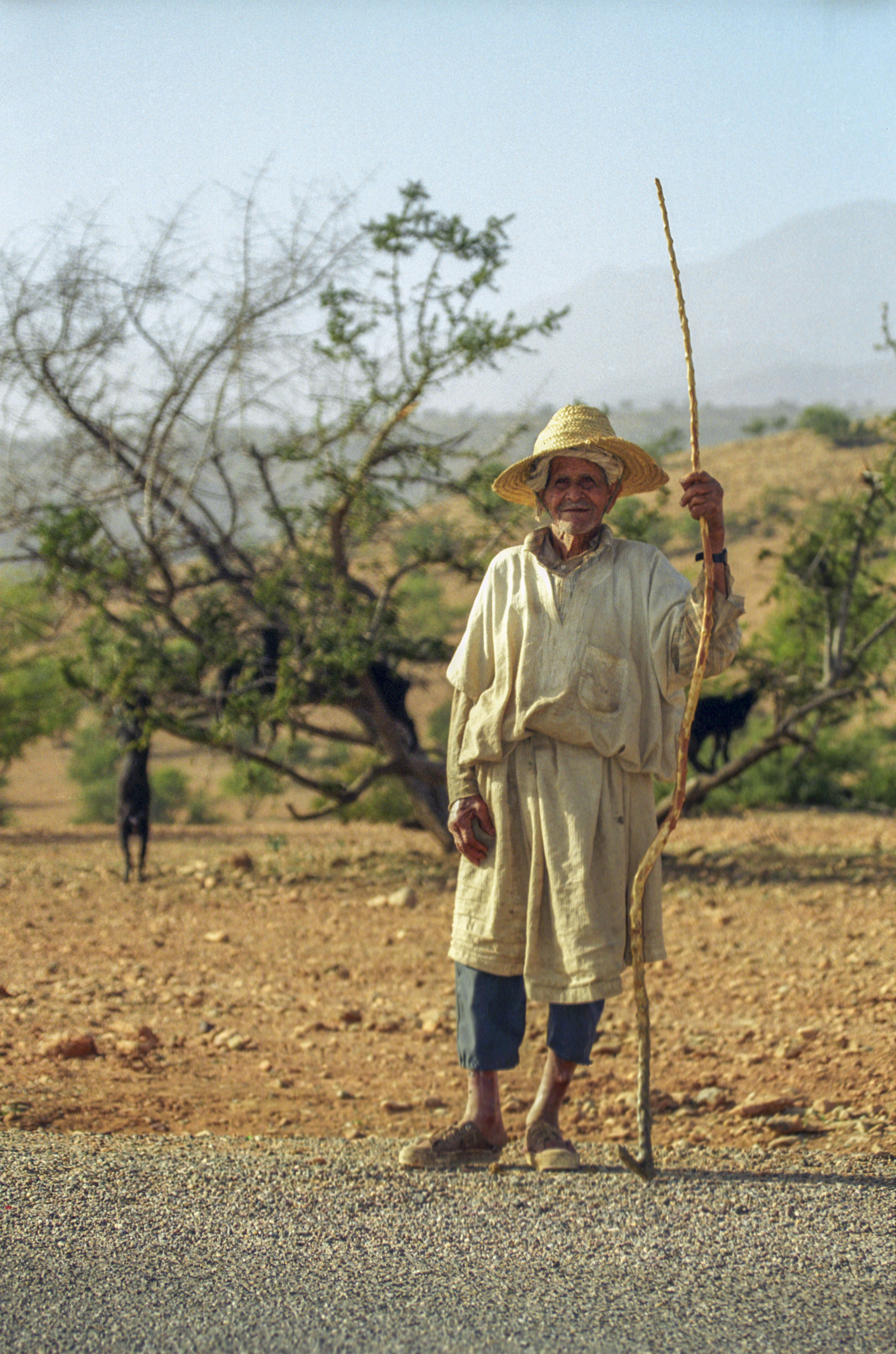